# Élections municipales de 2020 à La Rochelle
Les élections municipales de 2020 à La Rochelle concernent le renouvellement du conseil municipal de La Rochelle. Comme dans le reste de la France, le premier tour s'est tenu le 15 mars 2020.

## Élections municipales précédentes

### 2014
Au premier tour, les électeurs rochelais mettent en première position la liste socialiste menée par Anne-Laure Jaumouillié avec 30,21 %. La liste menée par Jean-François Fountaine arrive seconde avec 28,79 %. La liste d'union de la droite menée par Dominique Morvant, troisième, obtient 18,91 %. À noter la quatrième place de la liste du RN menée par Jean-Marc de Lacoste Lareymondie qui n'obtient que 8,51 %.
Au second tour, les électeurs offrent 24 sièges à la liste de Jean-François Fountaine avec 43,68 % contre 40,10 % et 7 sièges pour la liste socialiste et 16,21 % et 2 sièges pour la droite.

### 2001
Après le décès de Michel Crépeau en 1999, c'est Maxime Bono, son premier adjoint socialiste, qui le remplace à la mairie comme à l'Assemblée nationale. En 2001, c'est donc la première fois que le nouveau maire affronte les urnes en tant que chef de la majorité municipale. Cela lui réussit puisque la gauche réalise un score historique au premier tour avec deux suffrages sur trois. La liste de l'UDF menée par Philippe Chastenet, conseiller sortant, frise les 15 % tandis que la liste du RPR dirigée par André Rougé n'obtient que 10 %. Le taux d'abstention est de plus de 46 %. À noter que, depuis cette élection Philippe Chastenet a pris ses distances avec le Parti radical qui a choisi de se fondre dans l'UMP et qu'André Rougé a démissionné peu après les élections.
|                    |                    |       |                    |                    |                    |  |  |
| Tête de liste      | Tête de liste      | Parti | Résultats 1er tour | Résultats 1er tour | Résultats 1er tour |  |  |
| Tête de liste      | Tête de liste      | Parti | Voix               | %                  | Sièges             |  |  |
|                    | Maxime Bono        | PS    | 15 170             | 67,35 %            | 43                 |  |  |
|                    | Philippe Chastenet | UDF   | 3 366              | 14,92 %            | 4                  |  |  |
|                    | André Rougé        | RPR   | 2 302              | 10,20 %            | 2                  |  |  |
|                    | Gilles Bédillot    | MNR   | 1 080              | 4,78 %             | 0                  |  |  |
|                    | Jacques Dumerc     | PT    | 614                | 2,72 %             | 0                  |  |  |
|                    |                    |       |                    |                    |                    |  |  |
| Abstention 46,84 % |                    |       |                    |                    |                    |  |  |

### 1995
Fort de sa victoire aux législatives de 1993, Jean-Louis Léonard quitte sa mairie de Châtelaillon-Plage pour tenter de conquérir celle de La Rochelle, aux mains du radical de gauche, Michel Crépeau, depuis 1971. La liste du RPR est battue nettement dès le premier tour avec seulement 29,00 % contre 58,05 % à la liste d'union de la gauche.
|                    |                        |       |                    |                    |                    |  |  |
| Tête de liste      | Tête de liste          | Parti | Résultats 1er tour | Résultats 1er tour | Résultats 1er tour |  |  |
| Tête de liste      | Tête de liste          | Parti | Voix               | %                  | Sièges             |  |  |
|                    | Michel Crépeau         | MRG   | 15 722             | 58,05 %            | 41                 |  |  |
|                    | Jean-Louis Léonard     | RPR   | 7 858              | 29,00 %            | 7                  |  |  |
|                    | Philippe Chastenet     | DVD   | 1 768              | 6,52 %             | 1                  |  |  |
|                    | Jean-François Galvaire | FN    | 1 321              | 4,87 %             | 0                  |  |  |
|                    | Jacques Dumerc         | PT    | 427                | 1,57 %             | 0                  |  |  |
|                    |                        |       |                    |                    |                    |  |  |
| Abstention 38,97 % |                        |       |                    |                    |                    |  |  |

## Élections intermédiaires

### Départementales 2015
Les neuf cantons sont redécoupés en trois cantons de La Rochelle. Les candidats PRG ou apparentés se qualifient pour le second tour dans les 3 cantons ; ils affrontent des candidats socialistes dans les cantons 1 et 3 et des candidats UMP dans le canton 2. Les candidats PRG remportent les 6 sièges au conseil départemental de la Charente-Maritime.

### Régionales 2015
Au premier tour, la liste menée par Alain Rousset (PS) arrive en tête avec 32,31 %, suivie par la liste menée par Virginie Calmels (UMP) qui recueille 27,05 %, et la liste FN de Jacque Colombier à 16,67 %.
Au second tour, la gauche recueille 52,38 % des voix.

### Présidentielle 2017
Au premier tour, les électeurs rochelais mettent en première position l'ancien ministre Emmanuel Macron avec 29,09 %. Jean-Luc Mélenchon arrive second avec 24,33 %. François Fillon, troisième, obtient 18,83 %. À noter la quatrième place de Marine Le Pen qui n'obtient que 12,09 %. Elle est talonnée par le socialiste Benoît Hamon, qui recueille 8,98% des voix, devant le conservateur Nicolas Dupont-Aignan, qui plafonne à 2,86% des voix. Derrière, on retrouve l'anticapitaliste Philippe Poutou (1,14%), le candidat centriste Jean Lassalle (0,98%), l'antieuropéen François Asselineau (0,97%), la trotskyste Nathalie Arthaud (0,53%), et le candidat Jacques Cheminade (0,19%).
Au second tour, la ville choisit très largement Emmanuel Macron avec 79,75 % contre 20,25 % à Marine Le Pen.

### Législatives 2017
Au premier tour, les électeurs rochelais mettent en première position le député sortant Olivier Falorni avec 33,83 %. La candidate MoDem, Otilia Ferreira, arrive seconde avec 27,34 %. Le candidat FI, Cédric Ruffié, troisième, obtient 12,97 %. À noter la quatrième place de Bruno Léal, candidat LR, qui obtient 8,69 %, et le candidat nationaliste qui recueille 7,03 % des voix.
Chez les petits candidats, celui d'Europe Écologie Les Verts arrive en tête, avec 3,91 % des voix, devant le communiste Brahim Jlalji (1,36 %), et la candidate Hanitra Ratrimo (1,03 %). L'écologiste Patrick Viot obtient 1 % des voix, devant le trotskyste Antoine Colin (0,56 %), le candidat Jean-Pierre Ernst (0,42 %), et l'antieuropéen Waël Griba (0,41 %).
Au second tour, la ville choisie largement Olivier Falorni avec 66,98 % contre 33,02 % pour Otilia Ferreira.

### Européennes 2019
Les électeurs rochelais mettent en première position la liste du parti présidentiel LREM-MoDem avec 27,13 %, suivi de la liste d'EÉLV à 18,79 %. La liste du RN, troisième, obtient 14,38 %. Les socialistes obtiennent eux 8,77% des voix, les insoumis 7,55%. La liste de François-Xavier Bellamy plafonne elle à 6,59% des suffrages.
Derrière, la liste de Benoît Hamon obtient elle 3,40% des voix, devant celle de Ian Brossat (2,29%). Les listes de Dominique Bourg (2,24%), Jean-Christophe Lagarde (2,05%), Hélène Thouy (1,96%), Nicolas Dupont-Aignan (1,69%), François Asselineau (1,09%), et Nathalie Arthaud (0,64%). Les autres listes obtiennent toutes moins de 0,5% des voix.

## Liste des candidats

### Extrême-gauche
- Lutte ouvrière présente une liste menée par Antoine Colin[6].

### Gauche et centre-gauche
- Martine Wittevert « La Rochelle En Commun » ;  liste citoyenne lancée et soutenue par la France Insoumise, Ensemble et le Parti de Gauche[7],[8],[9].

- Jaouad El Marbouh est candidat de la liste Mouvement citoyen rochelais, avec le soutien du Parti communiste français, Génération.s et le MRC[10].

- Jean-Marc Soubeste, adjoint aux mobilités urbaines, est candidat pour EÉLV.

- Olivier Falorni, député depuis 2012, rattaché au PRG[11]. Déçu par le mandat de Jean-François Fountaine, qu'il avait soutenu, il se porte candidat[12],[13].

- Jean-François Fountaine a annoncé dans le journal Sud Ouest sa candidature pour les municipales de 2020. Il souhaite prolonger l'action de sa majorité municipale, et porter une ambition environnementale pour la ville[14]. Il reçoit le soutien de LREM et du PS[15].

### Droite
- Bruno Léal, conseiller municipal d'opposition et maître de conférence en histoire moderne à La Rochelle Université, a annoncé en conférence de presse le 3 octobre 2019  qu'il conduira une liste qu'il veut "ouverte".

### Extrême-droite
- Patrick Auzou a été investi en octobre 2019 par le Rassemblement national pour conduire une liste à La Rochelle[16]. Il n'a pas réussi à déposer une liste complète à la préfecture avant l'échéance. Il n'y a donc pas de liste RN pour les municipales à La Rochelle[17].

## La campagne
Un premier sondage Ipsos publié le 7 février 2020 teste les 8 listes potentielles.
Les 3 listes dépassant les 10 % et susceptibles de se maintenir au second tour sont celles menées par Jean-François Fountaine (LREM-PS), Olivier Falorni (PRG) et Jean-marc Soubeste (EÉLV) avec respectivement 29 %, 28 % et 16 %. Arrivent ensuite les listes de Bruno Léal (LR), 9 %, de la France Insoumise, 7 %, et Patrick Auzou (RN), 6 %. Enfin, les listes de Jaouad El Marbouh, 3 %, et de Lutte ouvrière, 2 %, ferment la marche.
| Tête de liste                                   | Tête de liste           | Parti           | Sondage 1er tour |
| Tête de liste                                   | Tête de liste           | Parti           | Ipsos 7 février  |
| ----------------------------------------------- | ----------------------- | --------------- | ---------------- |
|                                                 | Jean-François Fountaine | LREM - PS       | 29 %             |
|                                                 | Olivier Falorni         | PRG             | 28 %             |
|                                                 | Jean-Marc Soubeste      | EÉLV            | 16 %             |
| Seuil des 10 % pour se maintenir au second tour |                         |                 |                  |
|                                                 | Bruno Léal              | LR              | 9 %              |
|                                                 | Martine Wittevert       | LFI-PG-E!       | 7 %              |
|                                                 | Patrick Auzou           | RN              | 6 %              |
|                                                 | Jaouad El Marbouh       | MCR-PCF-G·s-MRC | 3 %              |
|                                                 | Antoine Colin           | LO              | 2 %              |

Polémique : Alors que la pandémie de Covid-19 débute en France, le maire sortant, Jean-François Fountaine, annonce le 10 mars qu’il renonce à l’organisation de sa dernière réunion publique prévue le 12 mars par mesure de précaution concernant le coronavirus. Le candidat Olivier Falorni choisit de maintenir sa réunion malgré les appels à la prudence des médecins et de l'Etat. Le confinement sera prononcé quelques jours plus tard.

## Résultats
|                          |                          |                          |              |              |             |             |        |        |  |
| Tête de liste            | Tête de liste            | Liste                    | Premier tour | Premier tour | Second tour | Second tour | Sièges | Sièges |  |
| Tête de liste            | Tête de liste            | Liste                    | Voix         | %            | Voix        | %           | CM     | CC     |  |
|                          | Jean-François Fountaine, | DVG-LREM-PS              | 6 328        | 32,61        | 8 851       | 41,96       | 35     | 24     |  |
|                          | Olivier Falorni          | PRG                      | 6 454        | 33,26        | 8 670       | 41,10       | 10     | 7      |  |
|                          | Jean-Marc Soubeste       | EÉLV                     | 3 241        | 16,70        | 3 569       | 16,92       | 4      | 2      |  |
|                          | Bruno Léal               | LR                       | 1 511        | 7,78         |             |             | 0      | 0      |  |
|                          | Martine Wittevert,       | LFI-PG-E!                | 1 002        | 5,16         | 0           | 0           |        |        |  |
|                          | Jaouad El Marbouh        | PCF-G·s-MRC              | 630          | 3,24         | 0           | 0           |        |        |  |
|                          | Antoine Colin            | LO                       | 236          | 1,21         | 0           | 0           |        |        |  |
|                          |                          |                          |              |              |             |             |        |        |  |
| Votes valides            | Votes valides            | Votes valides            | 19 402       | 98,18        | 21 090      | 98,01       |        |        |  |
| Votes blancs             | Votes blancs             | Votes blancs             | 135          | 0,68         | 226         | 1,05        |        |        |  |
| Votes nuls               | Votes nuls               | Votes nuls               | 225          | 1,14         | 203         | 0,94        |        |        |  |
| Total                    | Total                    | Total                    | 19 762       | 100          | 21 519      | 100         | 49     | 33     |  |
| Abstention               | Abstention               | Abstention               | 32 144       | 61,93        | 30 409      | 58,56       |        |        |  |
| Inscrits / participation | Inscrits / participation | Inscrits / participation | 51 906       | 38,07        | 51 928      | 41,44       |        |        |  |